# Messerschmitt Bf 108
El Messerschmitt Bf 108 Taifun era un avió esportiu alemany d'un sol motor desenvolupat per la Bayerische Flugzeugwerke. El Bf 108 era íntegrament metàl·lic. El disseny del caça Bf 109 es basava en aquest.

## Disseny i desenvolupament

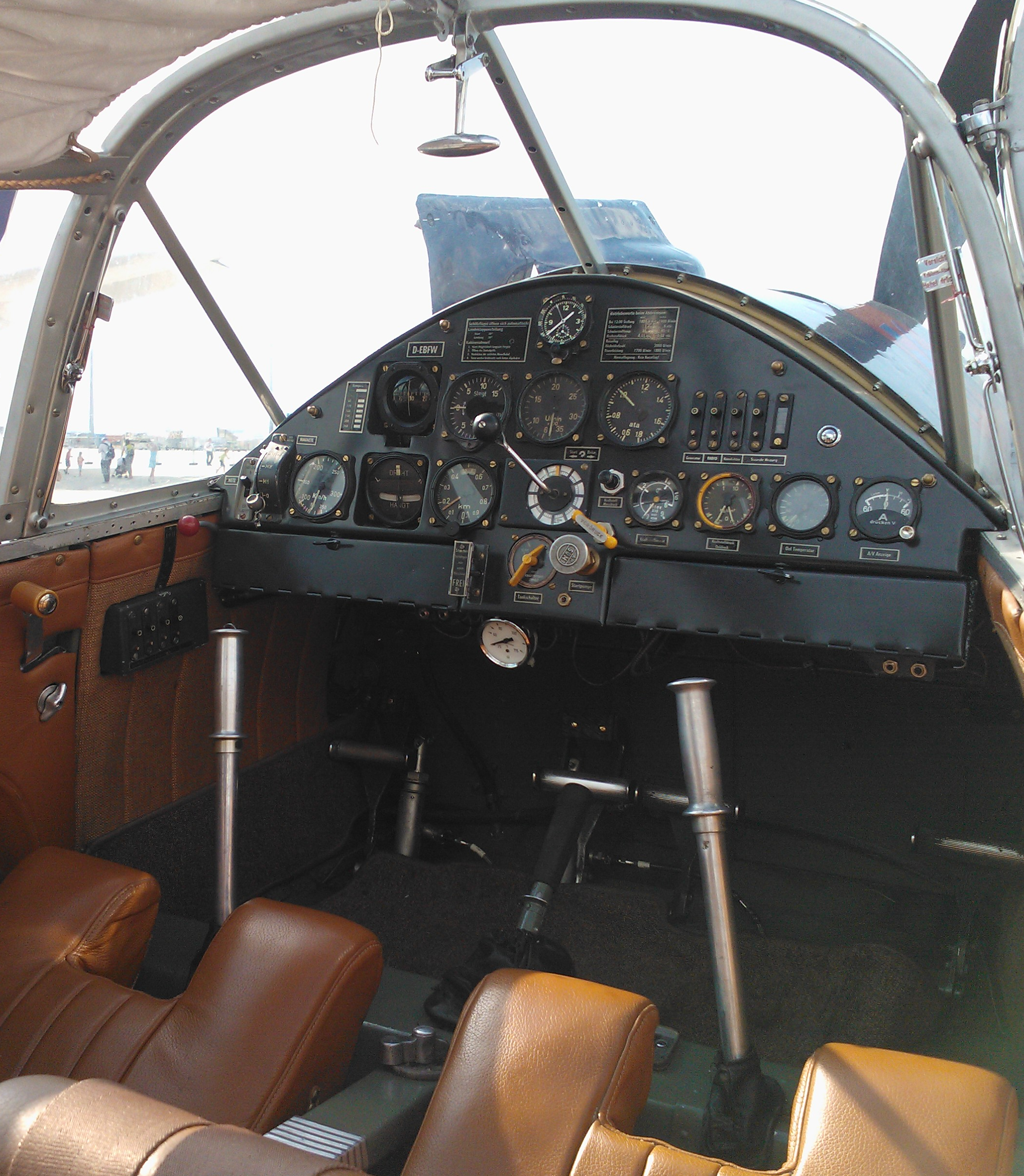
Cabina

Denominat inicialment M-37, l'avió va ser dissenyat com una aeronau de quatre places d'esport i lleure per competir a la 4a Challenge de Tourisme Internationale (1934). El prototip del M-37 volà per primera vegada a la primavera de 1934 amb un motor motor de pistons en V invertit Hirth HM 8U de 186 kW (250 hp), que accionaven una hèlix de 3 pales.
Si bé estava desfassat per a la competició per avions més lleugers, l'actuació del M-37 l'assenyalà com una elecció popular per als rècords de vol. Un dels primers grans canvis de les variants de producció va ser adaptar el fuselatge per a una combinació de 4 seients.

## Historial operatiu
La versió A volà per primer cop el 1934, seguida de la versió B del 1935. La versió B usava el motor V8 invertit refrigerat per aire Argus As 10. El sobrenom Taifun ("tifó" en alemany) li va ser donat per Elly Beinhorn, un conegut pilot alemany.
Poc després que el primer avió comencés a sortir de la línia de producció a Augburg, diversos Bf 108s començaren a establir rècords de resistència.
El Bf 108 va ser adoptat al servei de la Luftwaffe durant la Segona Guerra Mundial, on va ser principalment emprat per tasques de transport de personal i avió d'enllaç. Va ser exportat a Bulgària, Hongria, Japó, Romania, la Unió Soviètica, Suïssa i Iugoslàvia. La Legió Còndor en va emprar alguns a Espanya.
La producció del Bf 108 passà a la França ocupada durant la II Guerra Mundial, i on la producció continuà després de la guerra com a Nord 1000 Pingouin.
Com a anècdota, el gener de 1940 un Bf 108 de la Luftwaffe es va perdre aterrant a Bèlgica. En aquell avió anava un oficial alemany que portava els plans complets de la invasió de França, Bèlgica i Holanda, que havia de començar el 10 de maig de 1940, en el que s'ha conegut com l'Incident Mechelen

## Variants

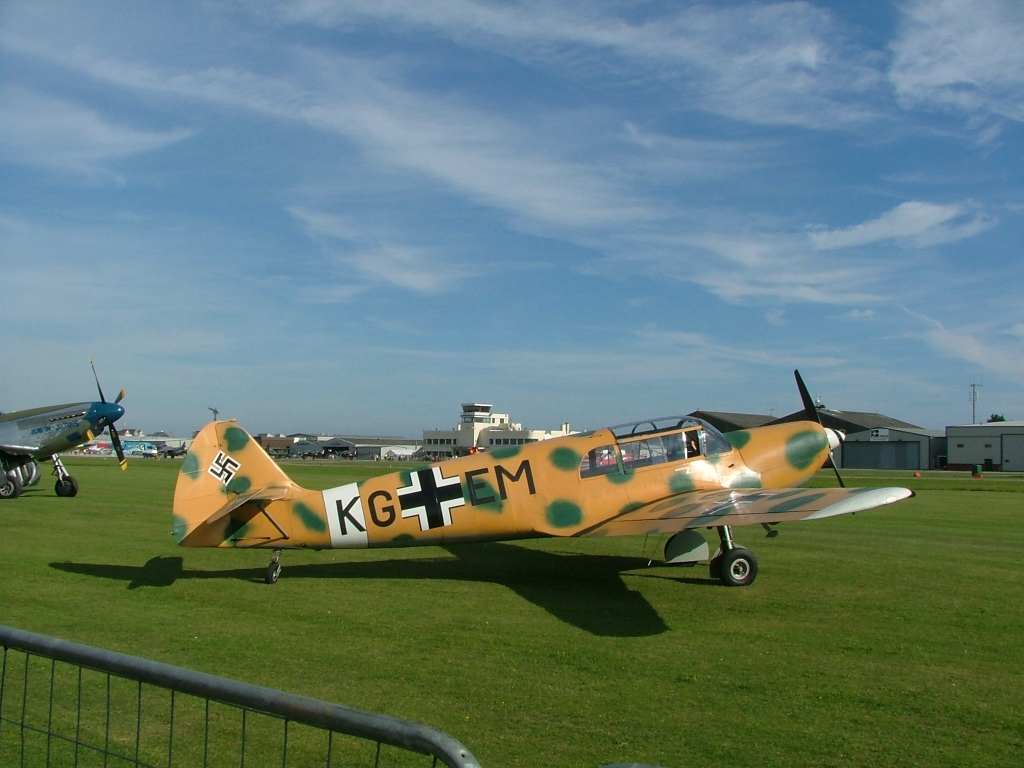
Un Messerschmitt Taifun

M-37/Bf 108A
Versió inicial dissenyada al 1934 per ser usada a la Challenge 1934. Sis van construir-se amb el motor Hirth HM 8U, un altre tenia inicialment el motor Argus As17B de 164 kW (220 hp) i posteriorment el radial Siemens Sh14A de 120 kW (160 hp).
Bf 108B
Versió revisada, construït des de finals de 1935. El prototipus tenia un motor radial Siemens Sh14A de 120 kW (160 hp), però les màquines de producció usaven l'Argus 10C de 180 kW (240 hp) o l'Argus 10E de 210 kW (270 khp).
Bf 108C
Versió proposada d'alta velocitat, amb un motor Hirth HM 512 de 298 kW (400 hp). Probablement no s'arribà a construir mai.
Me 208
Versió millorada i augmentada amb un tren d'aterratge tricicle retractable. SNCAN (Nord) va construir dos prototipus a la França ocupada durant la guerra. Després de 1945, Nord continuà la seva producció com a Nord Noralpha.
Nord 1000 Pingouin
Bf 108 construït durant i després de la guerra per SNCAN a França, seguit pel Nord 1001, que tenia unes variacions menors i el Nord 1002, que usava un motor Renault.

## Operadors

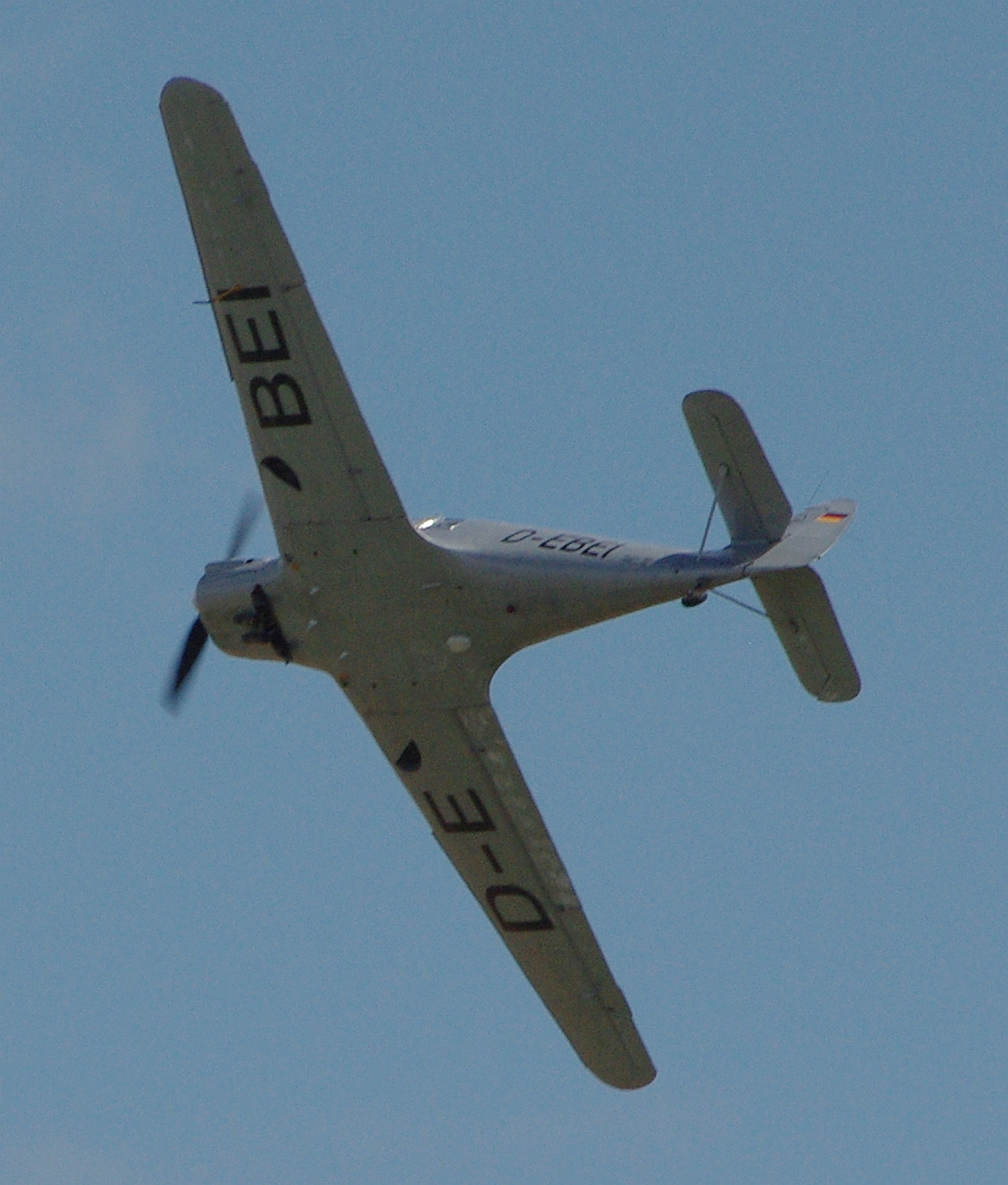
Bf 108B-1, Lufthansa's D-EBEI a Duxford 2009

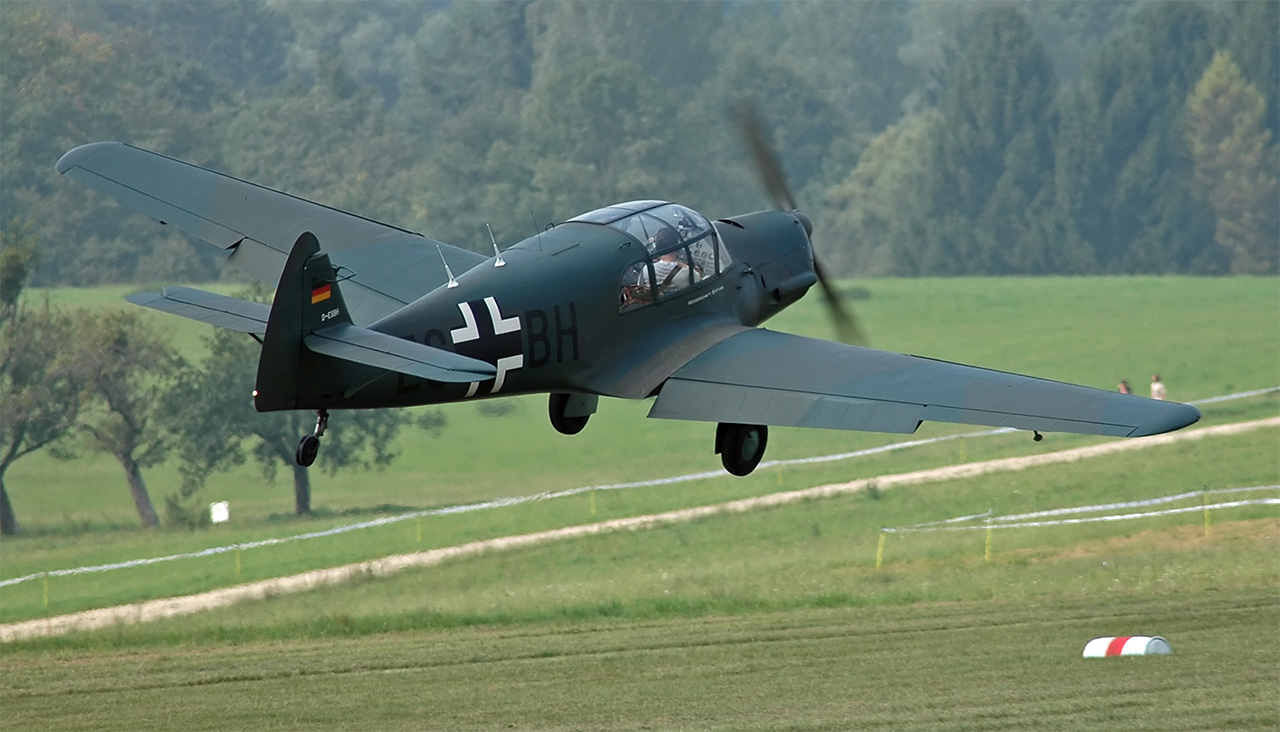
Bf 108B Taifun, Messerschmitt Stiftung

AlemanyaLa Luftwaffe va ser el principal operador del Bf 108.
 Bulgària
 Estats UnitsL'Agregat Militar per l'Aire adquirí un Bf 108 a la primavera de 1939 per $14,378, denominant-lo XC-44. Va ser expropiat pel govern alemany al desembre de 1941.
 FrançaL'Armée de l'Air francesa utilitzà Bf 108s capturats i durant la postguerra construí sota la denominació Nord 1000
 Japó
 Manxukuo
 PolòniaLa Força Aèria Polonesa utilitzà avions capturats durant la postguerra.
 Regne UnitLa RAF importà 4 Bf 108s a l'esclat de la II Guerra Mundial posant-los en servei, denominant-los Messerschmitt Aldon. Com a avió lleuger de comunicacions era l'avió més veloç del que disposava la RAF, però causava algunes confusions en ser confós per Bf 109s que atacaven. Durant la postguerra, 15 Bf 108s més capturats van volar sota els colors de la RAF
 Iugoslàvia
 Suïssa
 TxecoslovàquiaLa Força Aèria Txecoslovaca utilitzà avions capturats sota el nom de K-70.
 URSSLa Força Aèria Soviètica utilitzà avions capturats durant la postguerra.
 Xina

## Especificacions (BF 108B)

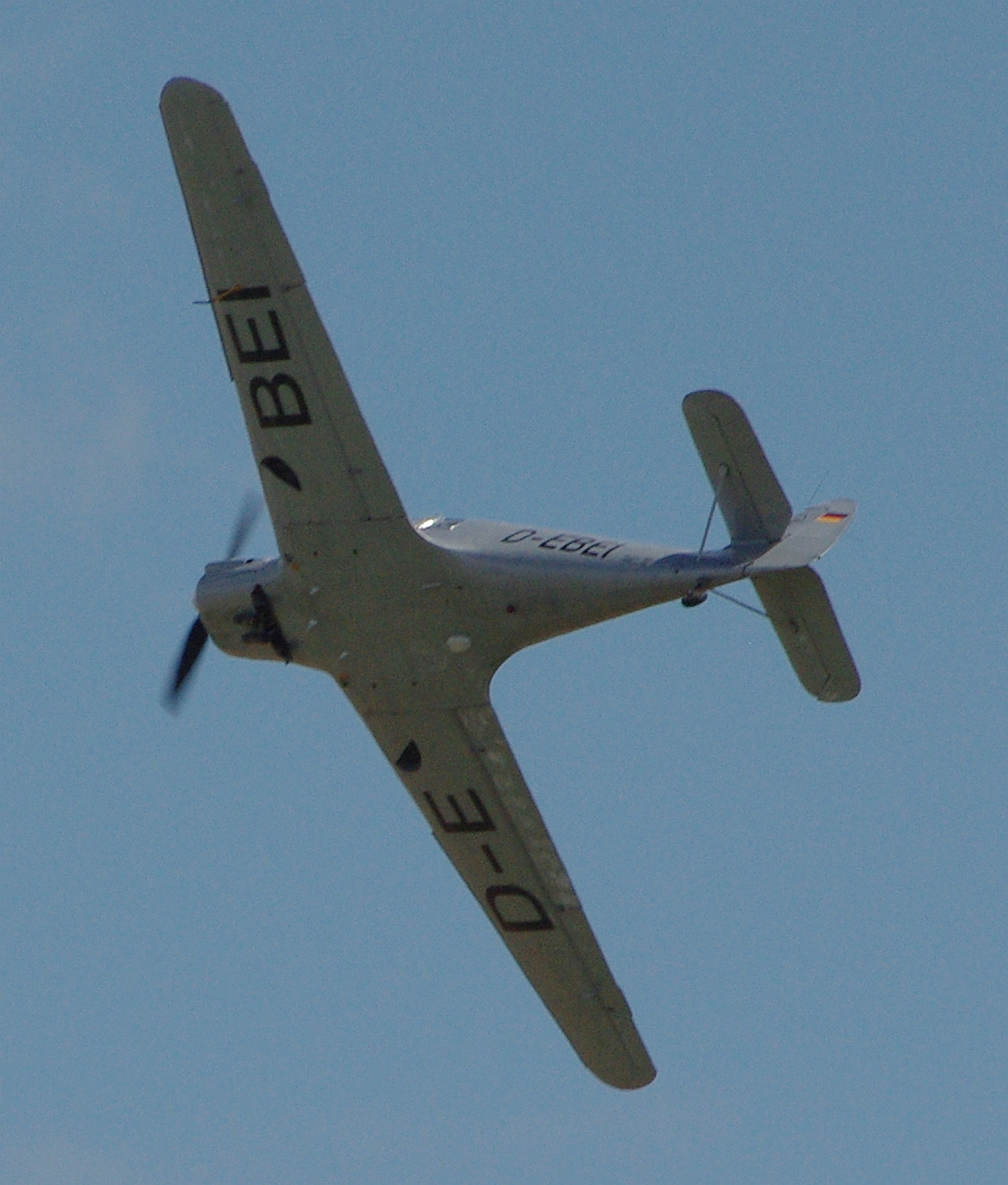
Bf 108B-1 de Lufthansa volant al 2009.

- Tipus: monoplà de quatre places de cabina tancada
- Tripulació: Un
- Longitud: 8,3 m
- Envergadura: 10,5 m
- Alçada: 2,3 m
- Superfície alar: 16,40 m²
- Pes en buit: 880 kg
- Pes màxim a l'enlairament: 1.385 kg
- Planta motriu: 1 motor lineal Argus As 10c refrigerado por aire invertido V-8, 177 kW (240 CV)

Rendiment
- Velocitat màxima: 315 km/h (196 mph) a 1000 m (3300 peus)
- Velocitat de creuer: 265 km/h
- Radi d'acció: 1.000 kilòmetres (620 milles)
- Sostre de servei: 5.000 m*Ala càrrega: 87,5 kg/m² (17,9 lb / ft ²)
- Potència / massa: 0,143 kW / kg (0,087 hp / lb)

## En la cultura popular
Els Bf 108s i els Nord 1000s de postguerra van interpretar el paper dels Messerschmitt Bf 109s a diverses pel·lícules bèl·liques, com El dia més llarg, 633 Squadron o Von Ryan's Express.